# Juni Bles el jove
Juni Bles (en llatí Junius Blaesus) va ser un magistrat romà. Era probablement fill de Juni Bles, militar mort l'any 36. Formava part de la gens Júnia i era de la família dels Bles, d'origen plebeu.
Era governador de la Gàl·lia Lugdunense l'any 70 i es va pronunciar a favor Vitel·li al que va subministrar el que necessitava mentre va ser a la Gàl·lia. L'emperador en va desconfiar, va presentar una acusació contra ell motivat per l'enveja, i el va fer matar. Bles era un home de gran integritat, i va refusar les sol·licituds d'Aule Cecina i d'altres amics de no seguir a Vitel·li, però no va voler trencar la seva paraula.